# Inmigración brasileña en Japón
La inmigración brasileña en Japón, es el movimiento de población de brasileños a Japón. Hay un número significativo de brasileños en Japón, que son principalmente descendientes de inmigrantes japoneses que vinieron de Brasil en busca de trabajo en Japón, el llamado Dekasseguis brasileños,  revirtiendo el flujo del pasado. Parte de este flujo de personas se debe a la ley de control de inmigración de Japón que permite a las familias de descendientes de inmigrantes japoneses ingresar a la tercera generación (sansei). 
Un brasileño-japonés (en japonés: ブ ラ ジ ル 系 日本人 burajiru kei nihonjin) es un ciudadano japonés de ascendencia brasileña o una persona que nació en Brasil y que luego adoptó la ciudadanía japonesa.
Los dekasseguis brasileños constituyen el tercer contingente más grande de extranjeros que residen en Japón. Hay alrededor de 215 mil brasileños que residen en Japón (datos de febrero de 2012) . La comunidad brasileña en Japón constituye, según datos del Itamaraty, la cuarta comunidad más grande de brasileños que viven fuera de Brasil. Las crisis económicas brasileñas de las décadas de 1980 y 1990 alentaron a muchos brasileños a trabajar en Japón, donde los salarios son mucho mejores. Junto a ellos, estaban sus familias, una parte sin ascendencia japonesa y parejas de mestizos, así como hijos de mestizos o no.

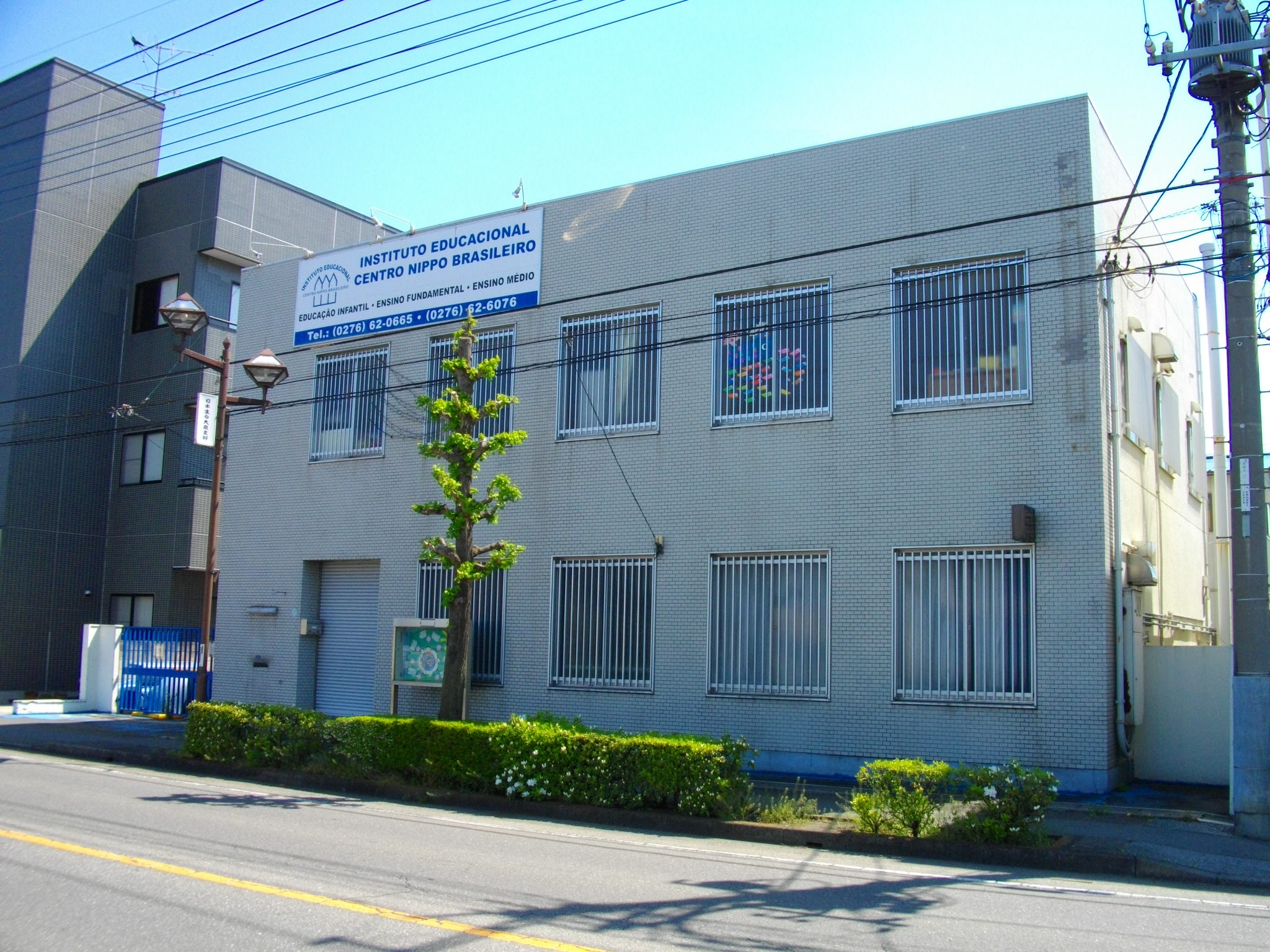
Escuela japonesa-brasileña en Oizumi.

## Población
En 2005, el Ministerio de Justicia estimó que 302.000 brasileños vivían en Japón. En 2012, la cantidad de brasileños que vivían en Japón era de 215.000. El número de brasileños que viven en Japón se habría reducido en 7 años, debido a la crisis económica de 2008-2009, que había provocado la escasez de puestos de trabajo, lo que obligó a muchos brasileños a regresar a Brasil.  Según datos de Bloomberg en julio de 2017, la población de origen brasileño en Japón ascendió a 180,923 personas en ese año.
Las provincias con más brasileños son Aichi, Shizuoka, Gifu, Mie, Saitama, Gunma y Kanagawa. Las ciudades con más brasileños son Hamamatsu (Shizuoka), Nagoya (Aichi), Oizumi (Gunma), Shizuoka (Shizuoka), Gifu (Gifu) y Saitama (Saitama).
La agitación financiera mundial que ocurrió en septiembre de 2008 y la tragedia del tsunami que ocurrió en 2011 tuvieron un impacto en el fenómeno dekassegui. Como resultado, los consulados japoneses en Brasil comenzaron a aplicar las reglas para otorgar visas por motivos de trabajo de manera más severa. Por ejemplo, el número de problemas se redujo en alrededor del 75 por ciento en 2011, en comparación con 2008.

## Importancia económica
En 2002, los brasileños que vivían en Japón enviaron más de 2.500 millones de dólares a Brasil. El Ministerio de Justicia estimó en 2005 que los dekasseguis brasileños envían anualmente entre 1.500 y 2.000 millones de dólares a Brasil. Estos valores van más allá de los valores cambiarios obtenidos por Brasil con la exportación de café.

## Características socioculturales
Muchos japoneses-brasileños son, culturalmente, totalmente brasileños y no hablan el idioma japonés. Hay un fuerte sentido de "identidad brasileña" en la comunidad, que se organiza para celebrar su herencia cultural brasileña, promoviendo fiestas de carnaval al son de samba, pagode, música country y música norteamericana, consumiendo comida típica brasileña, haciendo barbacoas, etc. En Japón, existe la impresión de que el inmigrante brasileño a menudo se niega a relacionarse con los japoneses.  Como ya existe una estructura orientada hacia los brasileños, a menudo terminan viviendo solo dentro de la comunidad, casi nunca relacionándose con los japoneses. En los restaurantes japoneses tradicionales, por ejemplo, es difícil encontrar brasileños. 
La televisión brasileña, que la mayoría tiene, también es un factor que no contribuye a la asimilación de la cultura y el idioma japoneses. 
Como los japoneses tienden a trabajar en equipo y los brasileños tienen una cultura más basada en la individualidad, esto puede causar cierta incomodidad en las relaciones entre los dos pueblos, principalmente en el trabajo y en la escuela.

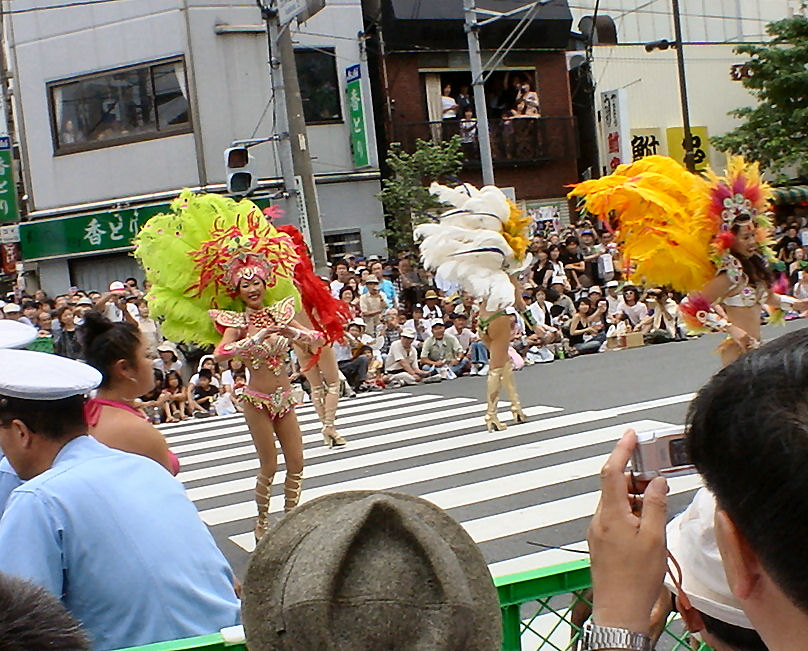
Carnaval de Asakusa en Tokio.

Y hablando de escuelas, hay un buen número de escuelas brasileñas, pero una gran cantidad de niños asiste a escuelas japonesas, donde, por no dominar inicialmente el idioma, terminan aislándose y en ocasiones sufriendo algún tipo de discriminación, en más situaciones graves, evolucionan a bullying.
El hecho de que no conozcan las diversas leyes que atañen a la regulación de la vida en Japón, a menudo hace que los brasileños desconozcan ciertos derechos y obligaciones hacia el Estado. [Cita requerida] Falta de orientación en esta área.
Muchos terminan regresando a Brasil, e incluso buscando apoyo psicológico.
En la actualidad existe una amplia variedad de empresas dirigidas a los brasileños residentes en Japón, entre ellas, cadenas de televisión brasileñas, portales web portugueses, agencias de publicidad, escuelas, supermercados, restaurantes, bares, tiendas de ropa y tiendas de automóviles brasileñas.
También hay japoneses-brasileños que están plantando sus raíces en Japón, el número de brasileños que compran sus propias casas en Japón es significativo. Son brasileños que ya tienen estabilidad laboral, estructura familiar e identificación con Japón, y que pretenden integrarse y vivir permanentemente en Japón.

## Medios de comunicación
- Revista Alternativa (revista)
- IPCTV (canal de televisión)

## Religión
Población de católicos: 110.000 personas